# Sozialdemokratischer Arbeitskreis ehemaliger politischer Häftlinge
Der Sozialdemokratische Arbeitskreis ehemaliger politischer Häftlinge in der SBZ/DDR (AEPH) war ein Zusammenschluss von SPD-nahen Opfern der sowjetischen Besatzungsherrschaft und der SED-Diktatur.

## Geschichte
Der Arbeitskreis wurde 1958 gegründet von ehemaligen Häftlingen, die im Sowjetischen Speziallager Nr. 4, im Bautzner „Gelben Elend“, inhaftiert gewesen waren. In der Bundesrepublik gründeten sie den Kreis, um die westdeutsche Öffentlichkeit über das Unrecht in der Sowjetischen Besatzungszone und der frühen DDR aufzuklären. Über 58 Jahre bis 2016 traf sich der Arbeitskreis jährlich, pflegte Kontakte und wirkte ins politische und kommunale Leben hinein, damit die Zeit nach 1945 nicht in Vergessenheit geriet. Damit übernahm er einige Funktionen des Ostbüros der SPD nach dessen Schließung 1971.
In einem Brief ehemaliger politischer Häftlinge an das Zentralkomitee der SED vom 31. März 1971 wird die Größenordnung dieser Opfer genannt. Danach ist allein für die Jahre 1948–50 die Rede von 200.000 Sozialdemokraten, die auf die eine oder andere Weise vom SED-Regime gemaßregelt, verfolgt oder zur Flucht getrieben worden sind; über 5000 Sozialdemokraten schmachteten danach lange Jahre in den Kerkern der Kommunisten – 400 verloren ihr Leben für ihre politische Überzeugung.
2016 erfolgte nach einer längeren Phase der Zusammenarbeit die Fusion mit den Opfern der NS-Diktatur zur Arbeitsgemeinschaft ehemals verfolgter Sozialdemokraten (AVS). Aus dem AEPH gelangte der evangelische Pfarrer Lothar Tautz (* 1950) als Beisitzer in den dreiköpfigen Vorstand.

## Vorsitzende
- Dieter Rieke (1925–2009)
- Hans-Joachim Helwig-Wilson (1931–2009) (ab 2001)
- Lothar Otter (1931–2016) (ab 2010)